# SC Victoria Hamburg
Der Sport-Club Victoria Hamburg von 1895 e. V., kurz SC Victoria Hamburg, Victoria Hamburg, SC Victoria oder einfach nur Vicky, ist ein Sportverein in Hamburg. Beheimatet ist der Verein in den Stadtteilen Hoheluft, Eppendorf und Lokstedt. Die angrenzenden Stadtteile zählen zum näheren Einzugsgebiet des Vereins.
Bekannt ist der SC Victoria vor allem durch seine Fußballabteilung; darüber hinaus unterhält der Sportverein Abteilungen für Badminton, Handball, Hockey, Karate, Leichtathletik, Tennis, Tischtennis und Turnen.
Der SC Victoria zählt zu den ältesten Fußballvereinen in Deutschland, ist Gründungsmitglied des Deutschen Fußball-Bundes (DFB) und besteht seit seiner Gründung im Jahre 1895 fast unverändert.
Größte Erfolge in der Vereinsgeschichte waren der Einzug ins Halbfinale der deutschen Fußballmeisterschaft 1907 sowie der deutsche Meistertitel im Damen-Handball 1930. Im September 2022 konnte zudem die erste offizielle deutsche Herren-Fußballmeisterschaft der über 32-jährigen gewonnen werden. Auf dem Weg zur Meisterschaft konnte man sich u. a. gegen den FC Bayern München und Hertha BSC durchsetzen.

## Geschichte und Fußball

### 1895–1919
| Saison | Liga              | Klasse | Platz  | Tore  | Punkte | Bemerkung                    |
| --- | ----------------- | ------ | ------ | ----- | ------ | ---------------------------- |
| 1898/99 | A-Klasse          | I.     | 3.     | 29:26 | 17:09  |                              |
| 1899/1900 | A-Klasse          | I.     | 3.     | 28:18 | 13:09  |                              |
| 1900/01 | A-Klasse          | I.     | 2.     | 17:08 | 13:05  |                              |
| 1901/02 | A-Klasse          | I.     | 2.     | 0     | 13:07  |                              |
| 1902/03 | A-Klasse          | I.     | 5.     | 0     | 12:10  |                              |
| 1903/04 | A-Klasse          | I.     | 4.     | 27:27 | 10:12  |                              |
| 1904/05 | A-Klasse          | I.     | 2.(1.) | 36:08 | 19:03  | siehe unten                  |
| 1905/06 | A-Klasse          | I.     | 1.     | 54:11 | 25:03  |                              |
| 1906/07 | A-Klasse          | I.     | 1.     | 48:07 | 16:02  |                              |
| 1907/08 | A-Klasse          | I.     | 1.     | 56:12 | 14:0   |                              |
| 1908/09 | A-Klasse          | I.     | 1.     | 39:16 | 13:03  | siehe unten                  |
| 1909/10 | A-Klasse          | I.     | 2.     | 82:35 | 27:05  |                              |
| 1910/11 | A-Klasse          | I.     | 2.     | 79:23 | 27:05  |                              |
| 1911/12 | A-Klasse          | I.     | 3.     | 58:27 | 25:07  |                              |
| 1912/13 | A-Klasse          | I.     | 1.     | 60:15 | 34:02  |                              |
| 1913/14 | Norddeutsche Liga | I.     | 8.     | 34:46 | 12:24  |                              |
| 1914/15 | A-Klasse          | I.     | 2.     | 67:15 | 23:05  |                              |
| 1915/16 | A-Klasse          | I.     | 6.     | 27:31 | 13:19  |                              |
| 1916/17 | A-Klasse          | I.     | 2.     | 62:31 | 21:11  |                              |
| 1917/18 | A-Klasse          | I.     | 2.     | 72:18 | 20:08  |                              |
| 1918/19 | A-Klasse          | I.     | 1.     | 70:16 | 29:03  | als KV Victoria / Hamburg 88 |
| 1904/05: Meister im Entscheidungsspiel gegen SC Germania 5:4 1908/09: Entscheidungsspiel um die Teilnahme an der Norddt. Meisterschaft gegen Altona 93 2:3 |                   |        |        |       |        |                              |

1907: Die Mannschaft im Halbfinale um die deutsche Meisterschaft

Gegründet wurde der Fußball-Club Victoria von 1895 am 5. Mai 1895 von Realschülern und Auszubildenden, die schon seit einiger Zeit mit ihren Mannschaften Cito und Excelsior auf dem Hamburger Heiligengeistfeld dem Fußballspiel nachgingen. Die Gründungsversammlung fand im Billardzimmer einer Gaststätte am Millerntor statt. Ältester in der Runde war der 21-jährige Walter Sommermeier, der im Jahre 1900 als Delegierter des Hamburg-Altonaer Fußball-Bundes auf dem 1. Allgemeinen Deutschen Fußballtag in Leipzig maßgeblich an der Gründung des Deutschen Fußball-Bunds beteiligt war und dort alle Vereine aus Altona, Bremen und Hamburg vertrat. Erster Vorsitzender des Clubs wurde ein Herr Hartung, dem nach wenigen Wochen der damals erst 14-jährige spätere Vorsitzende des DFB-Spielausschusses und des Norddeutschen Fußball-Verbandes, Hugo Egon Kubaseck, folgte. Zunächst schloss man sich jedoch dem Hamburger FC 1888 an und spielte unter dem Namen Victoria-Schüler als dessen Nachwuchsteam. Im Herbst 1897 trennte man sich vom HFC 88 und trat eigenständig als FC Victoria 1895 auf. Ein Jahr später erfolgte die Aufnahme in den Hamburg-Altonaer Fußball-Bund (HAFB), und ab der Spielzeit 1898/99 nahm der FC Victoria 1895 mit zwei Mannschaften am Liga-Spielbetrieb teil. Die erste Mannschaft wurde in die höchste Spielklasse, die A-Klasse, eingereiht und konnte sich auf Anhieb unter den Spitzenteams etablieren. Im Jahre 1905 konnte zum ersten Mal der Meistertitel des HAFB errungen und bis zum Jahr 1908 auf vier Meistertitel in Folge ausgebaut werden. 1906 und 1907 wurde außerdem die norddeutsche Meisterschaft gewonnen. 1905, 1906 und 1907 war man für die Endrunde um die deutsche Fußballmeisterschaft qualifiziert. In den ersten beiden Jahren scheiterte man bereits im Viertelfinale, doch 1907 gelang der Einzug ins Halbfinale gegen die Namensvettern vom Berliner TuFC Viktoria 89. Das insbesondere von Berliner Seite überhart geführte Spiel drohte dem Schiedsrichter zu entgleiten und stand kurz vor dem Abbruch. Am Ende gewannen die Berliner mit 4:1 und standen im Finale. Aufgrund der Vorkommnisse lehnten die Berliner den für das Finale angesetzten Schiedsrichter Otto „Tulle“ Eikhof ab, da er Mitglied des FC Victoria war.

1908: Erstes Länderspiel der deutschen Nationalmannschaft. Ganz rechts Hugo E. Kubaseck (SC Victoria) links daneben Hans Weymar, linker Läufer (SC Victoria)

Sportliche Heimat des Fußballclubs war das Heiligengeistfeld. Bis Anfang des 20. Jahrhunderts trugen die Mannschaften des FC Victoria hier ihre Spiele unter schwierigen Bedingungen aus. Das Heiligengeistfeld war Naherholungs- und Ausflugsgebiet der Hamburger Bevölkerung, und es war nicht möglich, dauerhaft Spielfelder abzustecken und Tore zu errichten. Vor einem Spiel musste der Platz zunächst „gebaut“ werden. Ab der Jahrhundertwende verlagerte sich der Spielbetrieb fast aller Vereine zur Altonaer Exerzierweide in Bahrenfeld, auf der acht Spielfelder errichtet wurden. Für die Victorianer war das mit langen Anmarschwegen verbunden, aber alle Bemühungen, auf dem Heiligengeistfeld einen Sportplatz dauerhaft zu errichten, scheiterten. 1904 konnte man jedoch den Betreiber der wiedereröffneten Radrennbahn am Grindel überzeugen, im Innenraum der Bahn einen Fußballplatz sowie vier Tennisplätze zu errichten. Victoria war damit der einzige Fußballclub in Hamburg, der über eine eigene abgeschlossene Sportanlage verfügte. Zwei Jahre später geriet das Velodrom jedoch in wirtschaftliche Schwierigkeiten, und das Gelände fiel an die Stadt Hamburg, die beabsichtigte, hier einen Bahnhof der geplanten Hochbahn zu errichten. Der nun heimatlose Verein wurde jedoch schnell wieder fündig, und ab 1907 errichtete man einen guten Kilometer nördlich gegenüber dem Grenzhaus Hoheluft an der Stadtgrenze zum preußischen Lokstedt den Sportplatz Hoheluft, der in den folgenden Jahren zum damals größten Fußballstadion Hamburgs ausgebaut wurde und sein maximales Fassungsvermögen mit 35.000 Plätzen im Jahre 1947 erreichte.
Früh erkannte man im Verein, dass Leichtathletik ein ideales Training für den Fußballsport darstellt, und im Jahre 1901 wurde hieraus eine eigene Abteilung. Die Tennisabteilung des Vereins wurde 1904 gegründet; vorrangig, um die Spielerfrauen in den Verein zu integrieren und einer gemeinsamen sportlichen Betätigung nachzugehen. Das führte am 10. Juni 1908 gegen starke Widerstände im Verein zur Umbenennung in Sport-Club Victoria von 1895, da man es den tennisspielenden Damen im Verein nicht länger zumuten wollte; ihrem weißen Sport in einem Fußball-Club nachgehen zu müssen.
Sportlich konnte sich der SC Victoria bis 1919 als führendes Hamburger Fußballteam etablieren und genoss national wie international hohes Ansehen. Man errang 1912/13 noch einmal den Meistertitel und schloss die übrigen Spielzeiten zumeist als Vizemeister ab. Ab dem Spätsommer 1918 trat man gemeinsam mit dem sich nun Hamburger SV 1888 nennenden HFC 88 als Kriegsvereinigung Victoria Hamburg 88 an und konnte am 1. Juni 1919 die norddeutsche Meisterschaft gewinnen.

### 1919–1933
| Saison                                                     | Liga                  | Klasse | Platz | Tore  | Punkte | Bemerkung          |
| ---------------------------------------------------------- | --------------------- | ------ | ----- | ----- | ------ | ------------------ |
| 1919/20                                                    | A-Klasse              | I.     | 1.    | 55:21 | 26:08  |                    |
| 1920/21                                                    | NFV-Verbandsliga      | I.     | 6.    | 25:32 | 16:20  |                    |
| 1921/22                                                    | Norddeutsche Liga     | I.     | 2.    | 27:10 | 20:08  |                    |
| 1922/23                                                    | Norddeutsche Liga     | I.     | 3.    | 50:19 | 19:09  |                    |
| 1923/24                                                    | Norddeutsche Liga     | I.     | 2.    | 66:20 | 23:05  |                    |
| 1924/25                                                    | Norddeutsche Liga     | I.     | 3.    | 29:15 | 18:10  |                    |
| 1925/26                                                    | Norddeutsche Liga     | I.     | 2.    | 54:26 | 19:09  |                    |
| 1926/27                                                    | Norddeutsche Liga     | I.     | 2.    | 58:23 | 24:04  |                    |
| 1927/28                                                    | Norddeutsche Liga     | I.     | 2.    | 72:25 | 28:04  |                    |
| 1928/29                                                    | «Runde der Zehn»      |        | 10.0  | 25:40 | 05:15  | Fußball-Revolution |
| 1929/30                                                    | Norddeutsche Oberliga | I.     | 6.    | 39:47 | 20:16  |                    |
| 1930/31                                                    | Norddeutsche Oberliga | I.     | 4.    | 50:40 | 20:16  |                    |
| 1931/32                                                    | Norddeutsche Oberliga | I.     | 4.    | 59:40 | 19:17  |                    |
| 1932/33                                                    | Norddeutsche Oberliga | I.     | 7.    | 45:45 | 15:21  | siehe unten        |
| 1932/33: Keine Qualifikation für die neue Gauliga Nordmark |                       |        |       |       |        |                    |

1919: Fusion mit dem Hamburger Sport-Verein v. 1888?

Ursprünglich beabsichtigten Victoria und Hamburg 88 ihre kriegsbedingte, aber erfolgreiche Zusammenarbeit dauerhaft fortzusetzen, eine außerordentliche Mitgliederversammlung von Hamburg 88 sprach sich jedoch am 21. März 1919 gegen eine Fusion mit dem damals doppelt so großen SC Victoria aus. Dem Hamburger SV 1888 schloss sich daraufhin am 12. Mai zunächst der kleine FC Falke aus Eppendorf an, bevor man sich mit Wirkung vom 2. Juni 1919 mit dem etwa gleich großen SC Germania 1887 zum Hamburger Sport-Verein zusammenschloss. Innerhalb weniger Jahre sollte dieser neue Verein den SC Victoria von der Spitze im Hamburger Fußball verdrängen. In der ersten Nachkriegsspielzeit konnte dieser zwar noch einmal den Meistertitel erringen, musste sich dann aber meist hinter dem HSV auf den vorderen Plätzen einreihen. Dennoch zählte Victoria auch weiterhin zu den norddeutschen Spitzenteams. Insbesondere kultivierte das Team um Victoria-Legende Ernst Eikhof das englische Kombinationsspiel. Dafür verpflichte man 1922 den englischen Erfolgstrainer William Townley, dessen Sohn Jimmy ebenfalls in den Reihen der Blaugelben kickte. Ein Spielbericht von Eintracht Frankfurt aus dem Jahre 1922 weiß zu berichten: „Ein Vergleich zwischen dem kürzlich hier gesehenen hartnäckigen Gegner Nürnbergs, Hamburger Sportverein und Viktoria(sic!) Hamburg liegt nahe. Viktoria ist die elegant spielende Kombinationself, jeder einzelne hat viel Verständnis, viel Fußballgefühl, hervorstechend das Bestreben, das Spiel flach zu halten; das ideen- und finessenreiche Spiel des jungen Townley, fair und ohne viel Kraft, geht durch die gesamte Mannschaft. H.S.V, ist die verkörperte Kampfmannschaft, keine ausgesprochene Kombinationsmaschine, nicht das geschlossene Ganze wie Viktoria“.
Für Aufsehen sorgte 1932 der Wechsel von Erwin Seeler, später Vater von Uwe Seeler, vom Arbeitersportclub SC Lorbeer 06 an die Hoheluft. Das sozialdemokratische Hamburger Echo warf dem „verirrten Proletarier“ Seeler „Hochmutsfimmel“ vor und dass er sich zum „Paradepferd für die Kassen der bürgerlichen Bewegung“ machen lasse. Weiterhin wurden verbotene Geldzahlungen vermutet und dass sein neuer Verein Seeler eine Wohnung im noblen Eppendorf zur Verfügung stellte. Tatsächlich zogen die Seelers in das Arbeiterquartier von Eppendorf, wo die Familie bis in die 1950er Jahre wohnte. Bereits vor seinem Wechsel war Seeler beim SC Victoria bestens bekannt; Lorbeer spielte regelmäßig im Stadion Hoheluft und errang hier 1929 und 1931 die ATSB-Bundesmeisterschaft. Trotz dieser Verstärkung belegten die Hohelufter am Ende der Saison 1932/33 nur einen enttäuschenden 7. Platz und konnten sich damit zwar vermeintlich vor dem Abstieg retten, waren dann aber nicht für die neugeschaffene Gauliga qualifiziert.

### 1933–1945
| Saison  | Liga                                       | Klasse | Platz | Tore  | Punkte | Bemerkung               |
| ------- | ------------------------------------------ | ------ | ----- | ----- | ------ | ----------------------- |
| 1933/34 | Bezirksklasse Groß-Hamburg (Staffel Hansa) | II.    | 1.    | 91:37 | 34:10  | Aufstieg in die Gauliga |
| 1934/35 | Gauliga Nordmark                           | I.     | 4.    | 51:43 | 20:16  |                         |
| 1935/36 | Gauliga Nordmark                           | I.     | 2.    | 67:33 | 27:09  |                         |
| 1936/37 | Gauliga Nordmark                           | I.     | 3.    | 63:39 | 25:11  |                         |
| 1937/38 | Gauliga Nordmark                           | I.     | 6.    | 56:48 | 22:22  |                         |
| 1938/39 | Gauliga Nordmark                           | I.     | 4.    | 52:43 | 23:17  |                         |
| 1939/40 | Bereichsliga Nordmark «A»                  | I.     | 2.    | 34:29 | 12:08  |                         |
| 1940/41 | Bereichsliga Nordmark                      | I.     | 4.    | 68:54 | 28:16  |                         |
| 1941/42 | Bereichsliga Nordmark                      | I.     | 6.    | 43:56 | 16:20  |                         |
| 1942/43 | Gauklasse Hamburg                          | I.     | 1.    | 79:25 | 29:07  |                         |
| 1943/44 | Gauklasse Hamburg                          | I.     | 3.    | 62:32 | 23:13  |                         |
| 1944/45 | Gauklasse Hamburg                          | I.     | 9.    | 38:52 | 11:25  |                         |

Die ab 1929 anhaltende Wirtschaftskrise hatte auch zahlreiche Fußballvereine in wirtschaftliche Schwierigkeiten gebracht, und so wandte sich im September 1933 der „Vereinsführer“ des in finanzielle Notlage geratenen HSV an den „Vereinsführer“ des ebenfalls wirtschaftlich angeschlagenen SC Victoria mit dem Wunsch nach Verhandlungen über eine Fusion beider Vereine. Den Gremien beider Vereine erschien eine Vereinigung sinnvoll, sie scheiterte letztlich am möglichen Namen des neuen Vereins. Ein Vereinsname ohne „Victoria“ war für die Victorianer nicht akzeptabel, einem „Hamburger Sportverein Victoria“ mochten die HSVer nicht zustimmen, da sie ein allmähliches Verschwinden ihres „HSV“ befürchteten.
Sportlich dauerte die Schmach, in der fast 40-jährigen Vereinsgeschichte erstmals nur zweitklassig zu sein, nur ein Jahr; 1934 meldete man sich in der Gauliga zurück. Doch neben dem alten Widersacher HSV traf man jetzt auch auf den von den Nationalsozialisten protegierten Eimsbütteler Turn-Verband, der sich in diesen Jahren auf Anhieb zum Serienmeister der Gauliga entwickelte. Mit dem direkten Stadion-Nachbarn auf der Hoheluft war man bereits im Zuge des Wechsels von Carl Hartmann und dessen Bruder von Union Potsdam zu Victoria heftig aneinandergeraten, was 1924 mit dem Rücktritt des ETV-Fußball-Abteilungsleiter August Bosse als Vorsitzender des Norddeutschen Fußball-Verbands endete. Der ETV hatte die Hartmanns ebenfalls umworben.
Nach langer Zeit gelang 1937 wieder ein Sieg gegen den HSV. 14.000 Zuschauer erlebten im Stadion Hoheluft ein 2:1 gegen den Tabellenführer und späteren Meister der Gauliga. Auch 1938 machten die Blaugelben von sich reden: In einem Freundschaftsspiel am Karfreitag des Jahres wurde der FC Bayern München mit 6:1 abgefertigt und das, obwohl die Münchner, wie die Presse vermeldet, ein durchaus gutes und ansehnliches Spiel abgeliefert hätten. Die Sensation glückte aber am 28. August 1938: In der Schlussrunde des Tschammer-Pokals wurde der mehrfache deutsche Meister FC Schalke 04 mit 4:3 niedergerungen. In der nächsten Runde mussten sich die Hohelufter dann aber ausgerechnet dem alten Widersacher der Schalker Westfalia Herne mit 1:5 beugen.
Kriegsbedingt wurde 1942 der Sportbereich Nordmark aufgelöst; Victoria spielte fortan in der gebietsmäßig kleineren Gauklasse Hamburg und konnte sich überraschend mit einer jungen Mannschaft, die sich im Wesentlichen auf den eigenen Nachwuchs stützte, gegen die bisherigen Meister HSV und ETV durchsetzen und 1943 den Meistertitel erringen. Im Turnier um die Deutsche Fußballmeisterschaft 1942/43 war bereits in der 1. Runde nach einer 1:5-Niederlage gegen Eintracht Braunschweig Schluss. Wenig später legte die Operation Gomorrha Hamburg in Schutt und Asche; dennoch wurde der Spielbetrieb in der Gauklasse Hamburg bis zum bitteren Ende aufrechterhalten. In einem der letzten Punktspiele in NS-Deutschland unterlag der SC Victoria beim FC St. Pauli am 15. April 1945 mit 3:4.

### 1945–1963
| Saison    | Liga                                | Klasse | Platz | Tore    | Punkte | Bemerkung                   |
| --------- | ----------------------------------- | ------ | ----- | ------- | ------ | --------------------------- |
| 19(45)/46 | Stadtliga Hamburg                   | I.     | 8.    | 30:31   | 12:12  | Einfachrunde 1. Hj. 1946    |
| 1946/47   | Stadtliga Hamburg                   | I.     | 4.    | 44:26   | 30:14  |                             |
| 1947/48   | Oberliga Nord                       | I.     | 12.0  | 24:67   | 06:38  | Abstieg in die Verbandsliga |
| 1948/49   | Verbandsliga Hamburg, Alsterstaffel | II.    | 3.    | 60:34   | 28:16  |                             |
| 1949/50   | Verbandsliga Hamburg, Elbestaffel   | II.    | 2.    | 57:36   | 30:14  |                             |
| 1950/51   | Amateurliga Hamburg                 | II.    | 1.    | 86:32   | 45:15  | Aufstieg in die Oberliga    |
| 1951/52   | Oberliga Nord                       | I.     | 15.0  | 48:74   | 23:37  | Abstieg in die Verbandsliga |
| 1952/53   | Amateurliga Hamburg                 | II.    | 1.    | 84:35   | 50:10  | Aufstieg in die Oberliga    |
| 1953/54   | Oberliga Nord                       | I.     | 16.0  | 28:50   | 22:38  | Abstieg in die Verbandsliga |
| 1954/55   | Amateurliga Hamburg                 | II.    | 1.    | 102:440 | 51:13  |                             |
| 1955/56   | Amateurliga Hamburg                 | II.    | 11.0  | 62:69   | 28:36  |                             |
| 1956/57   | Amateurliga Hamburg                 | II.    | 9.    | 53:51   | 29:31  |                             |
| 1957/58   | Amateurliga Hamburg                 | II.    | 11.0  | 46:61   | 28:32  |                             |
| 1958/59   | Amateurliga Hamburg                 | II.    | 12.0  | 50:69   | 25:35  |                             |
| 1959/60   | Amateurliga Hamburg                 | II.    | 1.    | 58:38   | 39:21  |                             |
| 1960/61   | Amateurliga Hamburg                 | II.    | 5.    | 49:41   | 34:26  |                             |
| 1961/62   | Amateurliga Hamburg                 | II.    | 1.    | 76:29   | 46:14  |                             |
| 1962/63   | Amateurliga Hamburg                 | II.    | 2.    | 79:42   | 42:18  |                             |

Am 5. Mai 1945 jährte sich die Gründung des Vereins zum 50. Mal, doch zum Feiern war keine Gelegenheit. Hamburg lag in Trümmern, das Victoria-Stadion war von der britischen Armee besetzt und schwer in Mitleidenschaft gezogen worden, Holzbänke und Banden waren bereits im Kriegswinter verheizt worden, Spielfeld und Stehtraversen mit Bombentrichtern übersät. Nur die Tribüne war wie durch ein Wunder unversehrt geblieben. Die Betätigung in Vereinen, Verbänden und Organisationen war von der Zustimmung der britischen Militärregierung abhängig; nach Einsetzen eines neuen Vorstandes konnte dieser am 7. Oktober 1945 in einer Mitgliederversammlung bestätigt werden.
Der Spielbetrieb begann im Frühjahr 1946 mit einer Einfachrunde in der Stadtliga Hamburg. Aus der neugeschaffenen Oberliga Nord musste man jedoch 1948 nach nur einer Spielzeit in die Zweitklassigkeit absteigen. Der Wiederaufstieg 1951 war mit dem Schritt in den bezahlten Fußball verbunden, denn mittlerweile galt für die Oberliga das Vertragsspielerstatut. Vielen älteren Victorianern fiel die Aufgabe ihrer Amateur-Ideale nicht leicht, doch sie trugen diese Entscheidung mit. In den folgenden vier Spielzeiten gaben sich Auf- und Abstieg die Hand, und bis zur Gründung der Bundesliga konnte man zwar noch dreimal den Meistertitel in Hamburgs höchster Spielklasse erringen, scheiterte jedoch jeweils in den Aufstiegsspielen. Es gelang durch einen 4:2-Sieg gegen den ATSV Nienburg auch die Qualifikation für den erstmalig ausgetragenen DFB-Pokal 1952/53. Hier musste sich die Mannschaft in der Vorrunde gegen den Hamburger SV vor 5.000 Zuschauern im Volksparkstadion mit 6:1 geschlagen geben.

### 1963–1974
| Saison  | Liga                 | Klasse | Platz | Tore  | Punkte | Bemerkung                         |
| ------- | -------------------- | ------ | ----- | ----- | ------ | --------------------------------- |
| 1963/64 | Regionalliga Nord    | II.    | 11.0  | 52:73 | 29:39  |                                   |
| 1964/65 | Regionalliga Nord    | II.    | 12.0  | 52:73 | 28:36  |                                   |
| 1965/66 | Regionalliga Nord    | II.    | 17.0  | 36:84 | 15:49  | Abstieg in die Landesliga         |
| 1966/67 | Landesliga Hamburg   | III.   | 4.    | 55:43 | 36:24  |                                   |
| 1967/68 | Landesliga Hamburg   | III.   | 14.0  | 40:54 | 21:39  | Abstieg in die Verbandsliga       |
| 1968/69 | Verbandsliga Hamburg | IV.    | 1.    | 86:27 | 40:12  | Aufstieg in die Landesliga        |
| 1969/70 | Landesliga Hamburg   | III.   | 3.    | 59:38 | 40:20  |                                   |
| 1970/71 | Landesliga Hamburg   | III.   | 4.    | 67:46 | 36:24  |                                   |
| 1971/72 | Landesliga Hamburg   | III.   | 2.    | 62:28 | 40:20  |                                   |
| 1972/73 | Landesliga Hamburg   | III.   | 4.    | 65:37 | 41:19  |                                   |
| 1973/74 | Landesliga Hamburg   | III.   | 1.    | 82:31 | 48:12  | Aufstieg i.d. Amat.-Oberliga Nord |

Als Vizemeister 1962/63 der Amateur-Liga Hamburg qualifizierte sich Victoria für die Aufstiegsspiele zur neugeschaffenen Regionalliga Nord. Am 18. Mai 1963 unterlag man zwar im heimischen Stadion vor 10.000 Zuschauern dem Oberligisten Altona 93 mit 0:3, stieg aber dennoch in die Regionalliga auf. Die Hoffnungen, sich in dieser Liga und im bezahlten Fußball etablieren zu können, erfüllten sich jedoch nicht. Nach einer desolaten Saison stieg Victoria 1966 erstmals in die Drittklassigkeit ab. Der Unmut im Verein richtete sich vor allem gegen die bezahlten Vertragsspieler. Nach einer weiteren Saison in der Landesliga wurde man sogar in die vierte Spielklasse durchgereicht. Dieser Schock zeigte Wirkung. Nach dem sofortigen Wiederaufstieg etablierte man sich in der Spitzengruppe und konnte in der überragenden Saison 1973/74 nach 17 Siegen in Folge den Meistertitel feiern.

### 1974–1994
| Saison  | Liga                 | Klasse | Platz | Tore  | Punkte | Bemerkung                 |
| ------- | -------------------- | ------ | ----- | ----- | ------ | ------------------------- |
| 1974/75 | Amat.-Oberliga Nord  | III.   | 4.    | 59:42 | 41:27  |                           |
| 1975/76 | Amat.-Oberliga Nord  | III.   | 16.0  | 51:53 | 29:39  |                           |
| 1976/77 | Amat.-Oberliga Nord  | III.   | 17.0  | 40:85 | 22:46  | Abstieg in die Landesliga |
| 1977/78 | Landesliga Hamburg   | IV.    | 9.    | 48:42 | 29:31  |                           |
| 1978/79 | Verbandsliga Hamburg | IV.    | 3.    | 74:39 | 44:16  |                           |
| 1979/80 | Verbandsliga Hamburg | IV.    | 3.    | 60:37 | 38:22  |                           |
| 1980/81 | Verbandsliga Hamburg | IV.    | 9.    | 53:53 | 32:28  |                           |
| 1981/82 | Verbandsliga Hamburg | IV.    | 12.0  | 46:55 | 28:34  |                           |
| 1982/83 | Verbandsliga Hamburg | IV.    | 10.0  | 48:54 | 27:33  |                           |
| 1983/84 | Verbandsliga Hamburg | IV.    | 11.0  | 52:49 | 27:33  |                           |
| 1984/85 | Verbandsliga Hamburg | IV.    | 9.    | 47:48 | 30:30  |                           |
| 1985/86 | Verbandsliga Hamburg | IV.    | 7.    | 43:40 | 33:27  |                           |
| 1986/87 | Verbandsliga Hamburg | IV.    | 7.    | 47:49 | 33:27  |                           |
| 1987/88 | Verbandsliga Hamburg | IV.    | 10.0  | 42:56 | 28:32  |                           |
| 1988/89 | Verbandsliga Hamburg | IV.    | 12.0  | 44:56 | 26:34  |                           |
| 1989/90 | Verbandsliga Hamburg | IV.    | 7.    | 53:43 | 31:29  |                           |
| 1990/91 | Verbandsliga Hamburg | IV.    | 11.0  | 41:58 | 24:36  |                           |
| 1991/92 | Verbandsliga Hamburg | IV.    | 5.    | 62:42 | 37:23  |                           |
| 1992/93 | Verbandsliga Hamburg | IV.    | 8.    | 63:45 | 33:27  |                           |
| 1993/94 | Verbandsliga Hamburg | IV.    | 9.    | 64:59 | 30:30  |                           |

Als Meister der Landesliga Hamburg stiegen die Blaugelben 1974 in die neugeschaffene Amateur-Oberliga Nord auf; diese stellte unter der ebenfalls neuen 2. Bundesliga die 3. Spielklasse dar. In der ersten Spielzeit belegte man vor vielen namhaften und traditionsreichen Clubs einen überragenden 4. Platz und war als bestes Amateur-Team des Hamburger Verbandes für die Teilnahme an der deutschen Fußball-Amateurmeisterschaft 1975 qualifiziert. Nach Erfolgen gegen den Itzehoer SV und die SpVgg 07 Ludwigsburg stand die Mannschaft im Finale gegen den VfR Bürstadt, unterlag diesem jedoch mit 0:3. Im selben Jahr entschloss man sich, «Hamburg» mit in den Vereinsnamen aufzunehmen und heißt fortan Sport-Club Victoria Hamburg von 1895 e. V. In der folgenden Oberliga-Saison entging man nur knapp dem Abstieg. Dieser ereilte den Verein aber schon eine Spielzeit später. In den folgenden Jahren konnte sich Victoria stets im gesicherten Mittelfeld der Verbandsliga platzieren. Ein großer Erfolg gelang in der Saison 1989/90 mit dem Gewinn des vom Hamburger Fußball-Verband ausgerichteten Toto-Pokals im Finale mit 2:1 n. V. gegen den VfL 93 Hamburg. Dadurch war der SC Victoria für die erste Hauptrunde des DFB-Pokals qualifiziert. Gegner dort war am 4. August 1990 der TSV Bayer 04 Leverkusen. Die Bundesliga-Mannschaft aus Leverkusen gewann standesgemäß mit 5:0.

### Seit 1994
| Saison    | Liga                 | Klasse | Platz | Tore    | Punkte | Bemerkung                                  |
| --------- | -------------------- | ------ | ----- | ------- | ------ | ------------------------------------------ |
| 1994/95   | Verbandsliga Hamburg | IV.    | 01.   | 89:37   | 47:13  | Aufstieg in die Oberliga HH/SH             |
| 1995/96   | Oberliga Hamburg/S-H | IV.    | 16.   | 18:61   | 18     | Abstieg in die Verbandsliga                |
| 1996/97   | Verbandsliga Hamburg | V.     | 11.   | 36:39   | 35     |                                            |
| 1997/98   | Verbandsliga Hamburg | V.     | 04.   | 58:32   | 47     |                                            |
| 1998/99   | Verbandsliga Hamburg | V.     | 07.   | 50:49   | 45     |                                            |
| 1999/2000 | Verbandsliga Hamburg | V.     | 09.   | 52:39   | 44     |                                            |
| 2000/01   | Verbandsliga Hamburg | V.     | 06.   | 47:48   | 46     |                                            |
| 2001/02   | Verbandsliga Hamburg | V.     | 06.   | 47:44   | 43     |                                            |
| 2002/03   | Verbandsliga Hamburg | V.     | 02.   | 65:22   | 65     | Aufstieg in die Oberliga HH/SH             |
| 2003/04   | Oberliga Hamburg/S-H | IV.    | 08.   | 50:54   | 50     |                                            |
| 2004/05   | Oberliga Nord        | IV.    | 18.   | 32:90   | 16     | Abstieg in die Verbandsliga                |
| 2005/06   | Verbandsliga Hamburg | V.     | 03.   | 64:43   | 58     |                                            |
| 2006/07   | Hamburg-Liga         | V.     | 01.   | 86:36   | 72     |                                            |
| 2007/08   | Hamburg-Liga         | V.     | 01.   | 104:340 | 79     |                                            |
| 2008/09   | Oberliga Hamburg     | V.     | 01.   | 83:37   | 74     |                                            |
| 2009/10   | Oberliga Hamburg     | V.     | 01.   | 78:40   | 68     |                                            |
| 2010/11   | Oberliga Hamburg     | V.     | 09.   | 58:51   | 50     |                                            |
| 2011/12   | Oberliga Hamburg     | V.     | 01.   | 73:36   | 71     | Aufstieg in die Regionalliga Nord          |
| 2012/13   | Regionalliga Nord    | IV.    | 15.   | 39:75   | 30     |                                            |
| 2013/14   | Regionalliga Nord    | IV.    | 18.   | 23:83   | 23     | Abstieg in die Oberliga Hamburg            |
| 2014/15   | Oberliga Hamburg     | V.     | 02.   | 72:40   | 64     |                                            |
| 2015/16   | Oberliga Hamburg     | V.     | 03.   | 79:43   | 63     |                                            |
| 2016/17   | Oberliga Hamburg     | V.     | 04.   | 82:63   | 61     |                                            |
| 2017/18   | Oberliga Hamburg     | V.     | 02.   | 96:33   | 72     |                                            |
| 2018/19   | Oberliga Hamburg     | V.     | 04.   | 100:460 | 71     |                                            |
| 2019/20   | Oberliga Hamburg     | V.     | 04.   | 74:36   | 50     | aufgrund der COVID-19-Pandemie abgebrochen |
| 2020/21   | Oberliga Hamburg     | V.     | 02.   | 15:10   | 12     | aufgrund der COVID-19-Pandemie abgebrochen |
| 2021/22   | Oberliga Hamburg     | V.     | 04.   | 29:26   | 26     |                                            |
| 2022/23   | Oberliga Hamburg     | V.     | 10.   | 80:80   | 47     |                                            |
| 2023/24   | Oberliga Hamburg     | V.     | 08.   | 79:67   | 49     |                                            |
| 2024/25   | Oberliga Hamburg     | V.     | 11.   | 69:73   | 41     |                                            |

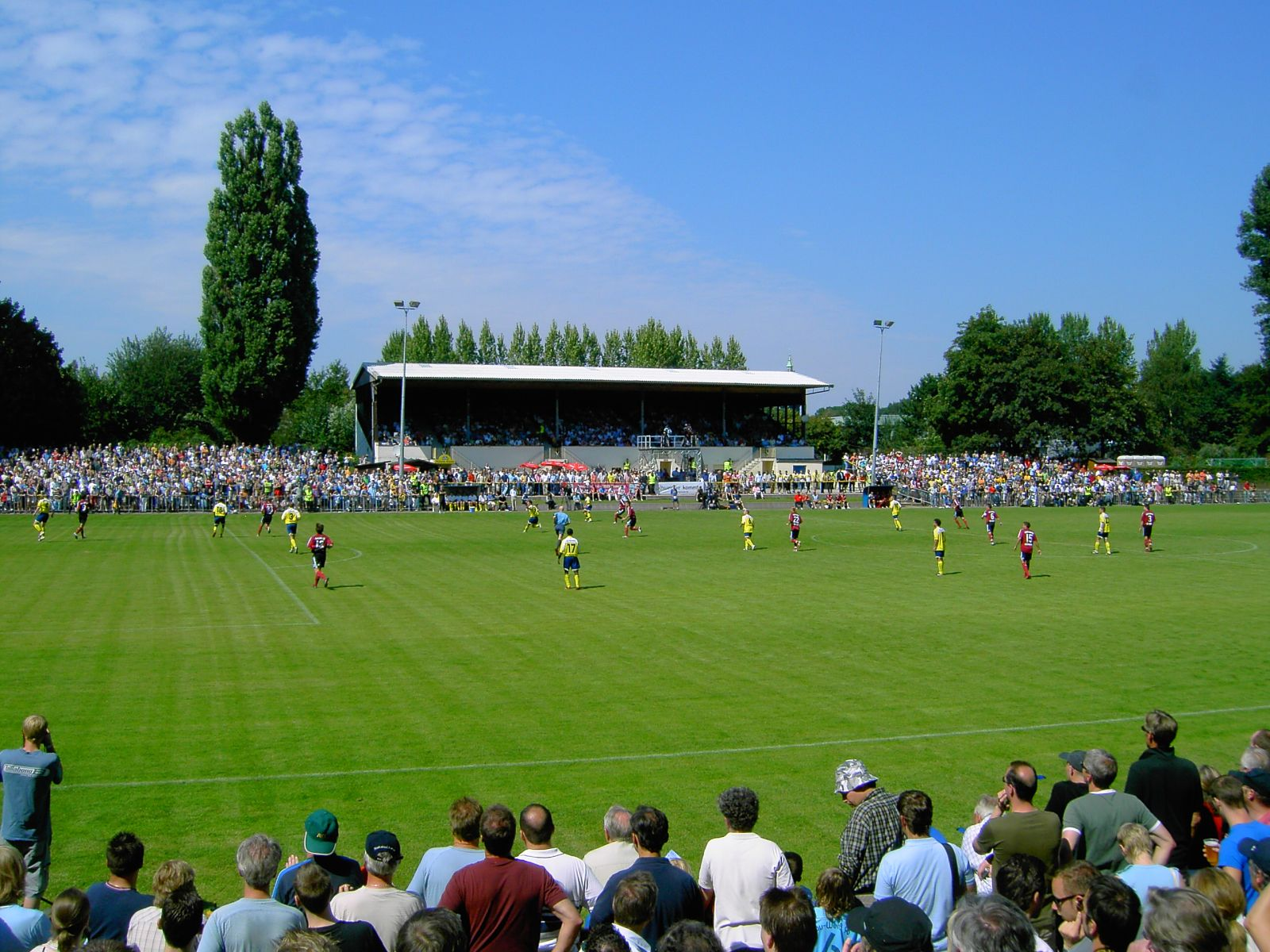
Stadion Hoheluft während des DFB-Pokalspiels gegen den 1. FC Nürnberg (5. August 2007)

Am 5. Mai 1995 feierte der Club sein 100-jähriges Bestehen. Die Ligamannschaft trug wenige Tage später mit dem Meistertitel der Verbandsliga Hamburg und dem Aufstieg in die Oberliga HH/S-H zum großen Ereignis bei. Nach nur einer Saison musste man aber wieder den Rückzug antreten. In der Saison 2001/02 gelang der Einzug in das Finale des Oddset-Pokals. Mit 4:3 n. E. unterlag man dem USC Paloma. Als Vizemeister 2002/03 stieg man in die Oberliga auf, am Ende der Saison konnten sich die Hohelufter als Tabellenachter der Oberliga Hamburg/Schleswig-Holstein für die jetzt wieder eingleisige Oberliga Nord, entstanden aus der Zusammenlegung mit der Oberliga Niedersachsen/Bremen, qualifizieren.
Nach dem Abstieg aus der Oberliga Nord im Jahre 2005 spielt der SC Victoria seit der Saison 2006/07 ausgesprochen erfolgreich. So konnte 2007 nicht nur der Meistertitel der Hamburg-Liga errungen werden, im Halbfinale des Oddset-Pokals schlug man sensationell den Tabellenführer der Regionalliga Nord und späteren Zweitligaaufsteiger FC St. Pauli mit 3:1. Die erste Mannschaft des FC St. Pauli hatte als Titelverteidiger seit 2002 in diesem Wettbewerb 30 Spiele und drei Pokalsiege in Folge gewonnen. Im Endspiel konnte sich der SC Victoria mit 1:0 gegen den VfL 93 durchsetzen. Damit qualifizierte man sich für die erste Hauptrunde des DFB-Pokals. Im Spiel gegen den zugelosten Titelverteidiger 1. FC Nürnberg unterlag man am 5. August 2007 vor 6100 Zuschauern im Stadion Hoheluft mit 0:6. Trotz der Meisterschaft verzichtete der Verein auf den Aufstieg in die Oberliga Nord, da im Zuge der anstehenden Ligareform die Oberliga Nord im folgenden Jahr abgeschafft würde und nur eine Platzierung im oberen Tabellendrittel einen sofortigen Wiederabstieg verhindert hätte.
In der folgenden Spielzeit konnte der Meistertitel verteidigt und die Saison ebenfalls auf Platz 1 der Hamburg-Liga beendet werden. In der Aufstiegsrunde zur neuen Regionalliga Nord konnte man sich jedoch nicht durchsetzen. In der Saison 2008/09 wurde zum dritten Mal in Folge der Meistertitel in Hamburgs höchster Spielklasse errungen, was seit 1945 keinem anderen Club zuvor gelungen war. Aus wirtschaftlichen Gründen verzichtete der Verein jedoch auf einen Aufstieg und beantragte keine Lizenz für die Regionalliga Nord, was auch in der folgenden Saison frühzeitig entschieden wurde. Mit dem Gewinn der vierten Meisterschaft der Oberliga-Hamburg in Folge sowie dem Gewinn des Oddset-Pokals im Finale gegen die SV Halstenbek-Rellingen mit 1:0 gelang in der Spielzeit 2009/10 erneut das Double aus Meisterschaft und Pokalsieg. Damit war der SC Victoria für die erste DFB-Pokal Hauptrunde 2010/11 qualifiziert; die Auslosung ergab als Gegner den Zweitligisten Rot-Weiß Oberhausen. Im Pokalspiel am 15. August 2010 im heimischen Stadion Hoheluft nutzte der SC Victoria die von Trainer Bert Ehm prognostizierte „Zehn-Prozent-Chance“ und schlug Rot-Weiß Oberhausen überraschend mit 1:0 durch ein Freistoßtor von Stephan Rahn (Bruder von Christian Rahn) in der 29. Minute. Erstmals seit 1952/53 stand der Verein damit in der Runde der letzten 32 Mannschaften im DFB-Pokal. Als Gegner für die zweite Hauptrunde wurde dem Verein der Bundesligist VfL Wolfsburg zugelost. Das Spiel gegen den Deutschen Meister des Jahres 2009 wurde am 26. Oktober 2010 vor 8300 Zuschauern im Millerntor-Stadion des FC St. Pauli mit 1:3 verloren. Mit dem Spiel am Hamburger Millerntor kehrte der SC Victoria erstmals nach ca. 110 Jahren für ein Heimspiel an die Wurzeln seiner Gründung auf das Hamburger Heiligengeistfeld zurück. In der Oberligasaison 2010/11 konnte „Vicky“ nicht an die Leistungen der letzten Jahre anknüpfen und belegte nach vier Meistertiteln in Folge in der Abschlusstabelle den 9. Platz. Aber bereits ein Jahr später kehrte Victoria in die Erfolgsspur zurück und wurde mit sechs Punkten Vorsprung vor Bergedorf 85 wieder Oberligameister und nahm diesmal auch den Aufstieg in die Regionalliga wahr. Durch den 2:1-Sieg im Hamburger Pokalendspiel gegen Germania Schnelsen gelang der Mannschaft auch zum wiederholten Male der Gewinn des Doubles. 2014 musste Victoria als Tabellenletzter der Regionallig wieder absteigen. Seither spielt die Mannschaft ununterbrochen in der Oberliga.

### Frauenfußball
Hingegen stiegen die Frauen des SC Victoria 2025 in die Regionalliga Nord auf. Damit spielen die Victorianerinnen nicht nur erstmals überregional, sondern auch erstmals höher als das traditionsreiche Herren-Team. Zudem qualifizierte sich die Mannschaft auch für den DFB-Pokal der Folgesaison.

## Fred-Hölzer-Tribüne
Die Fred-Hölzer-Tribüne ist die Haupttribüne des Stadions Hoheluft, der Heimspielstätte des SC Victoria Hamburg. Die Tribüne wurde im März 2020 nach Wellfried “Fred” Hölzer benannt, einem langjährigen Mitglied, Spieler, Funktionär und Förderer des Vereins. 
Die Tribüne bietet Platz für rund 8000 Zuschauer und ist das Prunkstück des Stadions Hoheluft, das 1907 erbaut wurde und zu den ältesten Fußballstadien Deutschlands zählt. Die Tribüne wurde in den letzten Jahren modernisiert und verfügt über Presseplätze, VIP-Logen und eine LED-Anzeigetafel. Von hier aus können die Fans die Spiele des SC Victoria verfolgen, der aktuell in der Oberliga Hamburg spielt.

## Victoria-Jugendstiftung
Die Victoria-Jugendstiftung ist eine gemeinnützige Stiftung, die sich für die Förderung des Nachwuchses im SC Victoria Hamburg einsetzt. Die Stiftung wurde im Dezember 2006 von Wellfried “Fred” Hölzer und Uwe Susemihl gegründet, zwei langjährigen Mitgliedern, Spielern und Funktionären des Vereins. Fred Hölzer war ein fußballbegeisterter, väterlicher Freund und ein Vorbild für viele Victorianer, der im Oktober 2019 im Alter von 88 Jahren verstarb. Uwe Susemihl ist ein ehemaliger Präsident und Ehrenmitglied des SC Victoria Hamburg.
Die Victoria-Jugendstiftung hat das Ziel, die sportliche und soziale Entwicklung der Kinder und Jugendlichen im SC Victoria Hamburg zu unterstützen. Die Stiftung finanziert unter anderem Trainingsmaterialien, Trikots, Turniere, Fahrten, Camps und Ausbildungen für die Trainer und Betreuer. Die Stiftung legt Wert auf Fairness, Teamgeist, Respekt und Toleranz im Sport und im Leben.
Die Victoria-Jugendstiftung hat in den letzten Jahren einige wichtige Projekte für den SC Victoria Hamburg realisiert. Dazu gehören die Errichtung eines Kunstrasenplatzes an der Gärtnerstraße, die Installation einer Flutlichtanlage und einer LED-Anzeigetafel im Stadion Hoheluft sowie die Renovierung der Umkleidekabinen. Die Stiftung hat auch die Namensgebung der Fred-Hölzer-Tribüne im Stadion Hoheluft initiiert, um an das Lebenswerk und die Verdienste von Fred Hölzer für den Verein zu erinnern.
Die Victoria-Jugendstiftung finanziert sich durch Spenden, Erträge aus dem Stiftungsvermögen und Veranstaltungen. Die Stiftung ist auf der Förderdatenbank der DSEE1 gelistet und hat eine eigene Website2, auf der man mehr über ihre Arbeit erfahren und Kontakt aufnehmen kann. Die Stiftung freut sich über jede Unterstützung, die dazu beiträgt, den SC Victoria Hamburg als einen traditionsreichen und zukunftsorientierten Verein zu erhalten.

### Bekannte ehemalige Spieler
- Stefan Effenberg, langjähriger Jugendspieler des SC Victoria
- Ernst Eikhof, spielte 1911 bis 1930 mindestens 413 Spiele für Victoria, Ehrenspielführer
- Otto „Tulle“ Eikhof, ältester Bruder von Ernst Eikhof, Spieler und Schiedsrichter
- Willi Eikhof, mittlerer der Eikhof-Brüder, Torwart und später 1. Vorsitzender des Vereins
- Alex Frankenthal, musste bei der Berufung in die Nationalmannschaft Hans Weymar den Vortritt lassen, Ehrenspielführer
- Herrmann „Etsche“ Garrn, spielte bereits als 16-Jähriger und dann 20 Jahre in der Ligamannschaft
- Adolf Gehrts, spielte 1902 bis 1914 als Stürmer für Victoria, zwei Länderspiele für Deutschland
- „Tull“ Harder, beendete 1930–32 seine Karriere beim SC Victoria
- Carl Hartmann, um seinen Wechsel zum SC Victoria gab es eine erbitterte Auseinandersetzung mit dem ETV
- Walter Junghans, Torwart und langjähriger Jugendspieler des SC Victoria
- Walter Krause „Wakra“, wechselte 1921 für zwei Spielzeiten zu Holstein Kiel, kehrte dann zu Victoria zurück
- Henry Müller, mit neun Einsätzen (ein Tor) Victorias Rekordnationalspieler
- Hans Schwartz, letzter Nationalspieler des Vereins, WM-Teilnehmer 1934
- Erwin Seeler, kam 1932 vom Arbeitersport-Club Lorbeer 06 an die Hoheluft, ging 1938 zum HSV
- Adolf „Adsch“ Werner, der Torwart spielte ein halbes Jahr als „Gastspieler“ von Holstein Kiel bei Victoria, absolvierte in dieser Zeit vier Länderspiele
- Hans Weymar, vierfacher Nationalspieler, u. a. beim ersten Länderspiel 1908, erhielt den Vorzug vor Alex Frankenthal
- Hermann Wiggers, Nationalspieler
- Karl Zilgas, Nationalspieler
- Reinhard Grindel Jugendspieler des SC Victoria bis zur B-Jugend
- Fred Hölzer, Unternehmer aus Hamburg und Gründer der Victoria-Jugendstiftung

## Handball
Damen
Die Damen-Mannschaft des SC Victoria gehörte in der Weimarer Republik zu den stärksten Deutschlands. 1930 wurde der deutsche Meistertitel im Feldhandball der Deutschen Sportbehörde für Leichtathletik errungen. Aktuell gibt es beim SC Victoria keine Damen-Mannschaft.
Herren
In der Saison 1950/51 spielte die erste Herren-Mannschaft des Vereins im Feldhandball in der Oberliga Nord, der damals höchsten deutschen Spielklasse, konnte die Klasse aber nicht halten. 1953 gelang der Wiederaufstieg in die Oberliga. Im Hallenhandball, wo es damals noch keine Oberliga gab, wurde in den 1950er Jahren in der I. Division, der höchsten Hamburger Spielklasse, gespielt. Bei der Handball-Weltmeisterschaft der Männer 1958 spielte Adolf Giele in der gesamtdeutschen Mannschaft und warf in fünf Spielen 15 Tore.
Die 1. Herren-Handball-Mannschaft haben in der Saison 2018/2019 das erste Mal seit 15 Jahren den Aufstieg in die Bezirksliga Hamburg geschafft. Beim Internationalen Schleswig-Holstein-Cup in Nahe verlor der SC Victoria das Finale knapp gegen Madrid mit einem Tor und erzielte mit dem zweiten Platz im C-Pokal sein bestes Ergebnis seit zehn Jahren.

## Hockey
Die Hockeyabteilung zählt über 400 aktive Mitglieder (Stand 2017). Neben einer umfassenden Jugendausbildung mit zahlreichen Knaben- und Mädchenteams in allen Altersklassen sind für den Spielbetrieb im Erwachsenenbereich mehrere Damen- und Herrenmannschaften gemeldet. Während die ersten Mannschaften auf höherem Wettkampfniveau spielen, bieten die jeweiligen Zweitvertretungen sowie Seniorenmannschaften auch (Wieder-)Einsteigern die Möglichkeit zur Teilnahme am Hockeysport. Die aktuellen Spielklassen der ersten Mannschaften 2017/18:
Herren
- Feld: 1. Verbandsliga[12]
- Halle: 1. Verbandsliga[12]

Damen
- Feld: 1. Verbandsliga[12]
- Halle: 1. Verbandsliga

Die ersten Mannschaften werden betreut von einem Trainer mit A-Lizenz (höchste Trainerlizenz des DHB).

## Leichtathletik
In der Leichtathletik wurde der Verein insbesondere durch den Läufer Erich Kruzycki bekannt, der im Jahre 1951 Deutschlands erster und bisher einziger Sieger beim Silvesterlauf in São Paulo wurde. Im gleichen Jahr wurde er Deutscher Meister über 10.000 m. Ein anderer bekannter Langstreckenläufer war Ludwig Warnemünde, der im Trikot des SC Victoria in den Jahren 1947 und 1948 Deutscher Meister im 5000-m-Lauf und 1948 im Crosslauf wurde.
Erich Köchermann wurde 1928, 1929, 1930 und 1932 Deutscher Meister im Weitsprung.
In den 1950–1960er Jahren unterhielt die Leichtathletik-Sparte eine Trainingsgruppe in Hamburg-Volksdorf, welche Turnhalle und Sportplatz der Walddörferschule nutzte und erfolgreich an Regionalwettkämpfen teilnahm.

## Tischtennis
Die Tischtennis-Abteilung des SC Victoria wurde 1925 als „Wintersport-Abteilung“ für die Tennisspieler des Vereins gegründet. Ab Anfang der 1930er Jahre nahm Victoria am Punktspielbetrieb in Hamburg teil. Gespielt wurde zunächst im Restaurant Klinker an der Hoheluftbrücke und später im Clubhaus des Vereins in der Hoheluftchaussee 78. Nachdem die dortigen Kriegsschäden beseitigt wurden, konnte Ende der 1940er-Jahre in die Schule Curschmannstraße (heute Stadtteilschule Eppendorf) umgezogen werden, wo heute noch gespielt wird (allerdings in der Sporthalle Löwenstraße). Dort gelang 1953 auch der Aufstieg der ersten Herren-Mannschaft in die Oberliga Nord, in der man sich bis 1957 halten konnte. Die erste Damen-Mannschaft, die 1952 Hamburger Mannschaftmeier geworden war, gehörte 1959 zu den Gründungsmitgliedern der Oberliga-Nord und konnte sich dort bis 1961 halten. Nach dem Wiederaufstieg 1962 folgte der sofortige und nunmehr bis heute endgültige Wiederabstieg. Seit den 1990er-Jahren bildet der SC Victoria mit dem SV Groß Borstel von 1908 (bis 2018: TSV 08 Eppendorf/Groß Borstel) die Spielgemeinschaft Victoria-Eppendorf. In der Spielzeit 2024/25 spielt die erste von zwei Herren-Mannschaften in der 1. Bezirksliga und die erste von ebenfalls zwei Damen-Mannschaften in der Hamburg-Liga, der höchsten Spielklasse der Hansestadt. Im Nachwuchsbereich verfügt die Spielgemeinschaft über eine U19- und zwei U15-Jungen-Mannschaften.

## SSV Hardstuck
Seit 2022 führt der deutsche YouTuber und Livestreamer Trymacs die 8. Herren-Fußballmannschaft des SC Victoria Hamburg unter dem inoffiziellen Namen „SSV Hardstuck“ und begleitet die Spiele  öffentlichkeitswirksam durch Twitch-Livestreams und YouTube-Videos. Die Mannschaft beendete die Saison 2022/2023 als Meister der Kreisklasse B Hamburg 4 und stieg in die Kreisklasse A auf. Seit der Saison 2023/2024 firmiert die Mannschaft als 5. Herren.
„Hardstuck“ ist ein Begriff aus der Gamersprache und eine Anspielung darauf lang keine Fortschritte mehr zu erzielen und daher auf einem bestimmten Rang oder in einer bestimmten Liga gewissermaßen festzuhängen. Der Name habe gut gepasst, da sie als Team laut Trymacs anfangs keine Ambitionen hatten aufzusteigen.